# L3
L3は、戦間期にイタリアで開発され、第二次世界大戦まで使用された豆戦車。
ただし、イタリアでは、L3は、豆戦車ではなく、軽戦車（carro armato leggero、カルロ・アルマート・レジェッロ）に分類されている。L3とは、「3トン級の軽戦車」を意味する。どの兵器をどのカテゴリーに分類するかは、それぞれの国の（軍の）自由である。本項では、混乱を避けるため、実質を重視して、本車を「豆戦車」と呼称する/として扱うことにする。
各型式を合わせ2,000輌から2,500輌が生産され、第二次世界大戦突入時、イタリア軍が最も多く装備する装甲戦闘車両であった。
イギリス製のカーデン・ロイド豆戦車の独自発展型で、当初C.V.33（Carro Veloce 33、カルロ・ヴェローチェ＝快速戦車 33年型）として採用され、その後改良型のC.V.35、C.V.38などが作られた。
1938年、イタリア陸軍の車両分類名称変更により、5トン未満は「軽戦車」に分類され、それぞれL3/33、L3/35、L3/38と改称されることになった。

## 開発と生産
第一次世界大戦後、ルノー FT-17 軽戦車を基にしたフィアット3000 軽戦車が、イタリア戦車の大半を占めていたが、イタリア半島北部の山岳地帯だけでなく、北アフリカの広大な砂漠も巡回する必要があったイタリア陸軍にとって、軽量ではあったが鈍足なフィアット3000は理想的ではなかった。1923年には、リビア領内で反乱が起こり、軍はより速い戦車が必要となった。1920年代後半までに、イタリア陸軍が活動する全ての地形で運用可能な、軽量かつ高速の装甲車両の必要性が確認された。
1929年、ウーゴ・カヴァッレーロ将軍の主導により、イタリアはイギリスから、ヴィッカース 6トン戦車 Type B（単砲塔型）とともに、数輌のカーデンロイド Mk.V*とMk.VIを輸入し、評価試験の後、C.V.29の名称で、21輌のMk.VIの完成品を輸入＋Mk.VIのライセンスを得て、4輌をイタリア国内でノックダウン生産した（C.V.29は計25輌）。C.V.29について、「4輌を輸入し、21輌をライセンス生産した（この説ではC.V.29は21輌）」と、間違って逆に書かれていることがある。
さらに、C.V.29を基に、独自の発展型がフィアット社とアンサルド社によって開発され、フィアット＝アンサルドC.V.33（もしくはCV33、C.V.3/33）として制式採用された。開発者はアンサルド社の主任戦車設計者である、ジュゼッペ・ロッシーニ。
C.V.33は、カーデンロイド Mk.VIおよびC.V.29同様の無砲塔・2人乗りの豆戦車だが、車体は完全に新設計の、それらよりも大幅に延長されたものとなった。カーデン・ロイド Mk.VIの初期の無蓋の戦闘室は、着席した乗員の肩の高さまで装甲板があるのみで、後期のタイプやC.V.29ではこれに四角錐台型の装甲フードを付けた。これに対し、C.V.33では戦闘室が増積され、上面には2つの平板なハッチを持つ。また乗員の配置はC.V.29までとは逆に、右が操縦手、左が車長兼機銃手となった。前に起動輪、後ろに誘導輪がある、リアエンジン・フロントドライブ方式である。エンジン・コンパートメント（機関室）のデザインは、以降のL6/40軽戦車や、M11/39やM13/40などの中戦車でも踏襲された。極論すれば、C.V.33と、それ以降のイタリア戦車は、全て、カーデン・ロイド豆戦車を始祖とする発展型と言っても差し支えない。
1935年には、小改良型であるC.V.35が登場する。C.V.33では戦闘室の組み立ての一部に溶接が用いられていたが、イタリア（のみならず1930年代当時はほとんどの国が同様であった）では溶接技術が未熟だったので、C.V.35では全面的に堅実なリベット接合に変わっている。
武装はC.V.33の初期生産型（セリエ I。セリエは英語でのシリーズ（series）にあたる）ではフィアット レベリM1914 6.5mm重機関銃1挺（試作車では水冷式、以後の量産車では空冷式）、後に8mm重機関銃（フィアット レベリM1935重機関銃またはブレダM38車載機関銃（ブレダM37重機関銃の車載型）2挺となり（セリエ II）、これがC.V.35まで標準となった。その他、ゾロターン S-18 20mm対戦車ライフル（資料によっては、全自動の「S-18/1100」、もしくは、半自動の「S-18/1000」、と異なる）を搭載した対戦車型、火炎放射型などのバリエーションも作られた。
1938年には、トーションバー・サスペンションを使った足回りを持ち、マドセン7mm機関銃2挺もしくはブレダM31 13.2mm重機関銃（原型はオチキスの海軍艦艇向け装備）1挺もしくはブレダM35 20mm機関砲1門を搭載する改良型、C.V.38が登場するが、これはごく少数が作られたのみに終わった。
各タイプを合わせた生産数は2,000輌を越え、これはカーデン・ロイド豆戦車の海外での発展型の中では、フランスのルノー UE牽引車、ソ連のT-27に次ぐ大量生産であった。

## 戦歴
L3/C.V.33系列は、1935年のエチオピア侵攻に投入され、さらには1936年のスペイン内乱でも使用された。
本来、偵察・警備用の軽車両として開発されたものだけに、この時点ですでに、その弱武装と軽装甲は第一線で使用するにふさわしくないことが明らかとなった。無砲塔のため機銃の左右の射界も限られた。とはいえ、第二次世界大戦に突入したとき、イタリア軍が装備する「戦車」は、約100輌のM11/39を除いてはL3のみで、その後も、イタリアが参加したほぼすべての戦場で使われた。ただし、既に1940年末時点で、最前線で使われるL3は少数であって、その活躍の場は少なく、連絡任務や後方警備やパルチザン対策など、限られた用途（豆戦車の本来の用途に戻ったともいえる）で、終戦まで運用され続けた。
C.V.33は、1939年12月の崑崙関の戦いでも中国国民党軍によって使われた。

## バリエーション

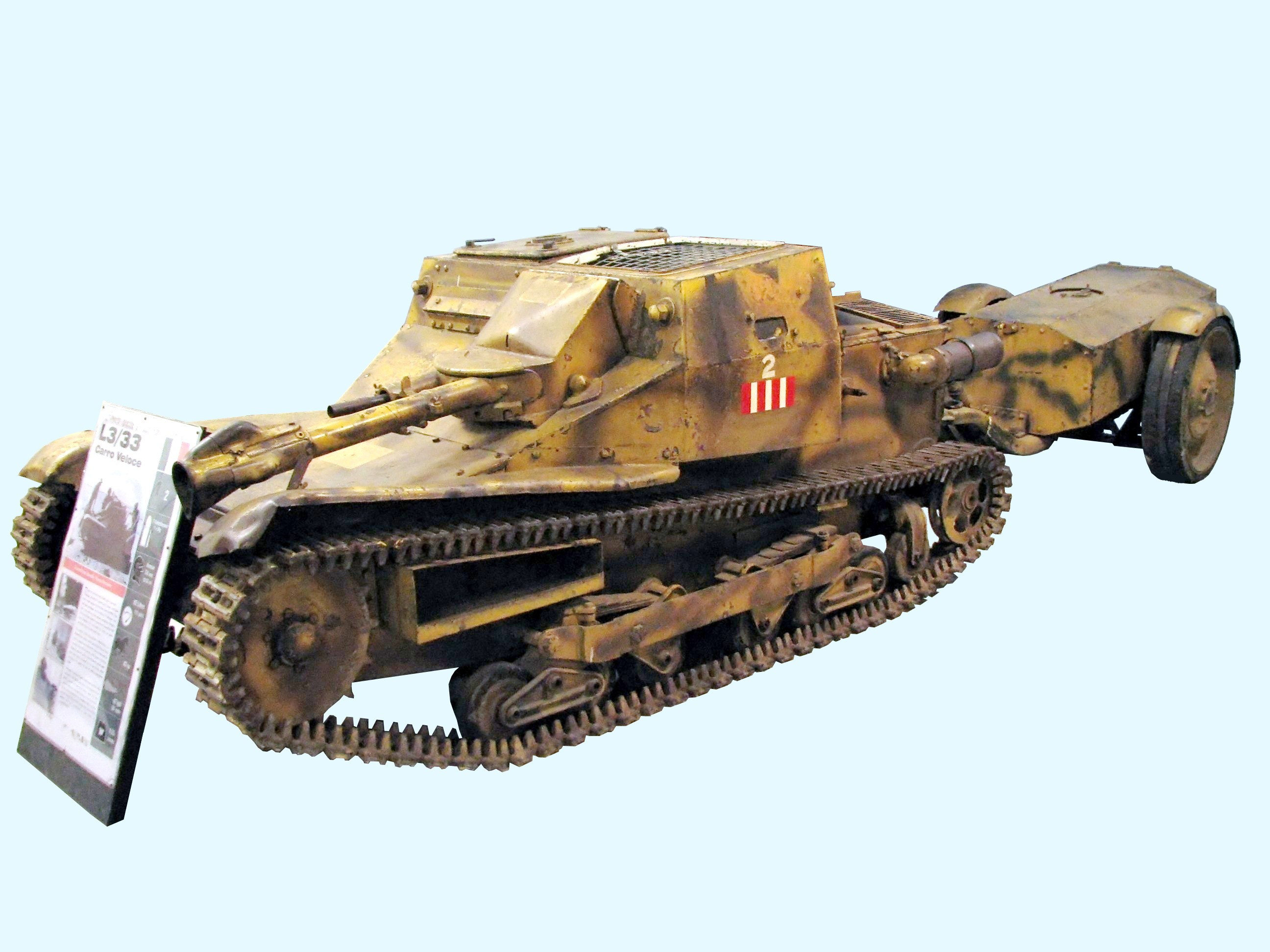
L3火炎放射戦車

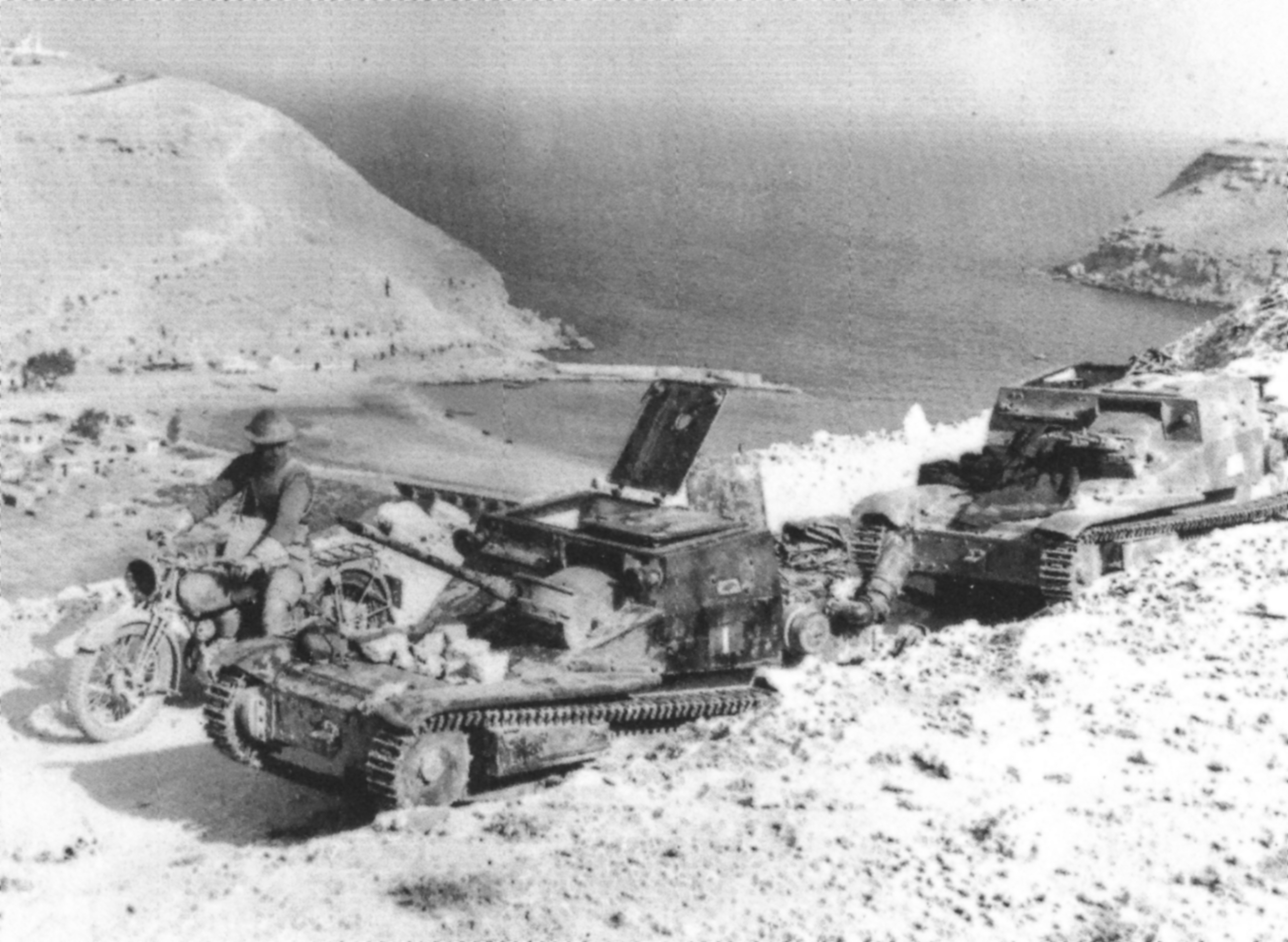
1941年、北アフリカで連合軍に鹵獲されたL3 cc（前方の1両）

C.V.29
カーデン・ロイド Mk.VIの輸入車とノックダウン生産車に与えられた型式。Mk.VIは元は水冷式のヴィッカース重機関銃を装備していたが、イタリアで空冷式のフィアット重機関銃に換装。航空機用＝空冷式のフィアット レベリM1914重機関銃 1挺を車体右側に装備。主に評価試験と訓練に使用された。試験から得られた改善点は次の「アンサルド試作軽戦車」に組み込まれた。輸入21両＋ノックダウン4両の計25両。追加で100両をライセンス生産する予定もあったが、発展型が開発されたので中止となった。
アンサルド試作軽戦車 1930年型（Ansaldo light tank prototype 1930）
アンサルド社で1930年に開発された試作豆戦車。C.V.29＝Mk.VIの発展型。戦闘室天板とサスペンションを改良。下部シャーシはリベット接合組み立てで、上部構造物は溶接組み立てであった。下部転輪は2個一組を3対。前方起動輪（スプロケットホイール）の後方に工具箱あり。車体後部に、側面にグリルが付いた、天板が平らな、エンジン室が設けられている。エンジンは前方トランスミッションとドライブシャフトで繋がっている。水冷式のフィアット レベリM1914重機関銃 1挺を車体左側前面の大型湾曲シールドマウントに装備。水冷式機関銃の射角は、左右20度ずつ、俯仰-12度～+18度。車長兼機銃手は車体左側配置。操縦手はその隣の車体右側配置。C.V.29＝Mk.VIとは武装と乗員配置が左右逆。不採用。製造数1両のみ。
アンサルド試作軽戦車 1931年型（Ansaldo light tank prototype 1931）
1930年型と同一の個体。ゆえに製造数1両のみ。1930年型の主に足回りを改修した改良型。新型サスペンションに変更。下部転輪は2-1-1-2配置。後方誘導輪（アイドラーホイール）に補助転輪を追加。車体後部に、側面にグリルが付いた、天板が切妻屋根の、エンジン室が設けられている。後に量産車に採用されたのと同じ、フィアットCV3-005 4気筒ガソリンエンジン 43 hpを搭載していた可能性が高い。インテリアのレイアウトは1930年型から1931年型にかけて変更されず。本車の設計に若干のマイナーチェンジを加えて、「C.V.33」として制式化された。
アンサルド試作軽牽引車（Ansaldo light tractor prototype）
アンサルド試作軽戦車のバリエーション車両。イタリア陸軍はMk.V*を牽引車にしようと考えていたが、不向きなことが判明した。そこで代わりに開発されたのが本車である。試作軽戦車とほとんどの部品を共用する。足回りは1931年型と同じ。誘導輪の補助転輪をもう1個追加したこともあった。左右にフェンダー（マッドガード）を取り付けたこともあった。車体後部に、側面にグリルが付いた、天板が切妻屋根の、エンジン室が設けられている。戦闘室に相当する上部構造物はオープントップで、上方の開口部に近いほど広がっていく。車長は車体左側配置。操縦手はその隣の車体右側配置。非武装。1931年型には付いている、車体前面のリベット留めされた装甲板が、軽牽引車には無く、最大装甲厚は8mm程度に減少。履帯式のトレーラーを牽引可能。豆戦車でも牽引車として使えたため、非武装で豆戦車としては使えない牽引専用の本車は不採用。製造数1両のみ。
C.V.33 先行生産型
1932年発注。アンサルド試作軽戦車 1931年型の改良型。機関銃（1挺のみ）を水冷式から空冷式に再び変更。大型湾曲シールド撤去。機関銃マウントの形状変更。空冷式機関銃の射角は、左右20度ずつ、俯仰-12度～+18度。戦闘室両側面にグリルを設置。製造数4両のみ。
L3/33（C.V.33、L33）
L3系列の最初の量産型。車体上部の後部左右の三角コーナーと天井部分が電気溶接、その他は沈頭鋲と金属パテによる電気溶接風化粧加工。最初の生産ロットのセリエIはフィアット レベリM1914 6.5mm重機関銃1挺装備、セリエII からは 8mm重機関銃2挺装備。セリエIの6.5 mm単装機関銃は、左右20度ずつ、俯仰-12度～+18度と、射角が広く、弾薬が小さいため、車内に3,800発を搭載できたが、セリエIIの8 mm連装機関銃は、左右12度ずつ、俯仰-12度～+15度と、射角が狭くなり、また、弾薬が大きくなったため、車内に2,320発と、搭載量が少なくなった。
ロッシーニ CV.3 試作軽戦車（‘Rossini’ CV.3 Light Tank Prototype）
C.V.33 セリエIを基に、車体中央の戦闘室の上面左側に、全周旋回可能な銃塔を一つ設けた試作車両。武装は銃塔のSAFAT社製のM26（M1891 6.5 mm）もしくはM28(.303ブリティッシュ弾（7.7 mm、しばしば8 mmと誇張表現される））空冷機関銃1挺のみ。この機関銃は銃塔前面の銃架から引き抜いて、後方に天板を開放した砲塔上面開口部に高仰角で据え付けて、対空機関銃としても使用することができた。2名の乗員は車体中央の戦闘室に並列配置で、右側に操縦手、左側の銃塔に車長兼機銃手。足回りも改良され、リーフスプリングで支えられた片側4個の中型転輪、片側2個の支持輪となる。装甲厚8-14 mm。重量3.4 t。エンジンはフィアットCV3-005 43 hp。最高速度は路上40 km/h、不整地14 km/h。ジュゼッペ・ロッシーニによる開発。正確な開発時期は不明だが、車体が溶接であることから、1932年から1935年の間のいつかと推測されている。製造数1両のみ。不採用。
L3/35（C.V.35、L35）
L3系列の2番目の量産型。電気溶接と装甲表面化粧加工の工程を省略、以降リベット接合構造。8mm重機関銃2挺装備。
L3 増加装甲型
現地改修。
L3 Lf（L3 火炎放射戦車）
L3/33、L3/35をベースに、通常型の機銃を撤去し、代わりに火炎放射器を装備した火炎放射戦車。「Lf」は「Lancia fiamme（ランチァ・フィアンメ、火炎放射器）」を示す。火炎放射戦車としては最も初期のものとされる。
小型の車両のため車内に放射用燃料や放射用圧縮ガス（炭酸ガスもしくは圧縮空気）は収容できず、車体後部に専用の装甲トレーラー（燃料500Lと圧縮ガスを収容）を牽引、2本のホースで燃料・ガスを供給した。L3/38をベースに、車内に放射用燃料（60L）や放射用圧縮ガスを収容した、後期型も存在した。
L3 cc（L3 対戦車型）
L3/35をベースに、8mm重機関銃2挺を撤去し、代わりにゾロターン S-18/1100 もしくは S-18/1000 20mm対戦車ライフル1門を装備した火力強化型。「cc」は「contro carro（コントロ・カルロ、対戦車）」を示す。1940年に北アフリカ戦線で、おそらく現地改修で少数（約82輌説あり）が改装されて使用された。

- Breda-SAFAT 12.7mm重機関銃1挺を装備したcc型もいくらか改装製造された。
- スペイン内乱で使用された車両で、L3/33をベースに車体前方左側にブレダM35 20mm機関砲1門を装備した「Trubia トルビア」と呼ばれる改造車輌が存在している。

L3 自走迫撃砲
L3/35をベースに、ブリクシア45mm軽迫撃砲を戦闘室上面前方左側に架装したモーターキャリア。おそらく現地改修で少数が改装されて使用された。
L3 r（L3 無線指揮車）
L3ベースの無線指揮車。「ｒ」は「radio」を示す。武装を撤去し、無線機と地図机を装備。戦闘室上面から機関室後端にかけて大きな半円形のループアンテナを装備。
L3 空挺戦車
L3ベースの空挺戦車。サヴォイア・マルケッティ SM.82を母機（SM.82 Carro armato）とし、その胴体中央下の窪みに埋め込まれる形で懸吊され（北および東アフリカへ）空挺輸送される。10輌のL3と数機のSM.82が改造された。
L3 対空戦車
L3ベースの対空戦車。
L3 回収戦車
L3ベースの回収戦車（戦車回収車）。
L3 無線誘導戦車
L3ベースの無人ラジコン車。爆破作業用。
L3 Passerella（パッセレッラ） もしくは L3 Gettaponte（ジェッタポンテ）
L3ベースの架橋戦車。車体前方にブリッジ、車体上面にウインチとアームを装備した工兵用車輌。数輌が改装された。
セモヴェンテ L3 da 47/32
1939年から1940年にかけて開発された、L3/35をベースに、戦闘室の上部構造物を撤去し、32口径47 mm砲を搭載した、歩兵支援用の自走砲。少なくとも1両が製造された。装填手が追加されて乗員3名となった。同砲を搭載・操作するには車体が小さすぎ、前面の防盾の他は、乗員を守る装甲も無かったために、試作のみに終わった。同砲が搭載された自走砲としては、L6ベースのセモヴェンテ da 47/32が量産された。なお、ベルギー軍も、カーデンロイド Mk.VI 豆戦車に47 mm対戦車砲を搭載するという、似たような試みを行っている。
L3/38（C.V.38、L38）
L3系列の最終型。本来ブラジルへの輸出向けに開発されたもので、ブラジル分の生産の後は、1942年から1943年のイタリア休戦まで生産された。少数がシチリア島防衛戦で使用された他は、ほとんどがドイツ国防軍に鹵獲されて使用された。片側4個の転輪を2個ずつの2組にしてトーションバーで懸架。第4転輪と誘導輪の間に張度調整用ローラーが片側1個。上部支持輪は片側2個。履帯も新型になっている。武装はマドセン7mm機関銃2挺（ブラジル輸出向け）もしくはブレダM31 13.2 mm重機関銃1挺もしくはセモヴェンテ形式でブレダM35 20mm機関砲1門とされる。
C.C.I. Tipo 1937 もしくは カルロ・アルマート L3軽戦車（L3 Tank）
スペイン内戦時の1937年に、反乱軍側によってスペインのセスタオ（Sestao）のSECN（Sociedad Española de Construcción Naval）の工廠（元・海軍工廠）で開発された試作車輌。「C.C.I. Tipo 1937」とは「1937年型歩兵戦車」の意味。C.C.I.は「Carro de Combate de Infanteria」（歩兵戦車）の略。歩兵支援（対戦車戦闘含む）が目的であったことから。
スペインで開発された試作車輌だが、足回りがL3の流用なので、「カルロ・アルマート L3軽戦車」（L3 Tank）という名称で、イタリアで開発された試作車輌として、間違って扱われていることがある。ただ、本車の開発にはイタリア人技術将校の協力があったとされる。
L3（L3/35）の足回り（転輪の位置や間隔などは下げて広げるなど、L3とは違う）を流用し、新造された車体（上部・下部）と砲塔を持つ軽戦車で、キューポラ付きの旋回砲塔にブレダM35 20mm機関砲1門（312発）、車体前面右側にブレダM38車載機関銃2挺（2,170発）を装備していた。乗員2名（3名説あり）。キューポラハッチの他、車体両側面に両開き式の乗降扉があった。全長3,150mm。全幅1,500mm。全高1,650mm。クリアランス190mm。戦闘重量4t。MAN社製100馬力ディーゼルエンジンを搭載（試作車は暫定的にMAN社製70馬力6気筒空冷ディーゼルエンジン「D0530」搭載の可能性あり）。最高速度36km/h（試作車）。航続距離200km。装甲はニッケルクロム鋼で装甲厚5～15mm。30輌（25輌・35輌説あり）が発注されたが、7.92mm徹甲弾に耐えられないことから試作車1輌のみで量産はされなかった。
外観は、前年に共和国側によってセスタオのSECNの工廠で開発された「1936年型トルビア軽戦車」（Carro de Combate Ligero Trubia Modelo 1936）、別名「トルビア ナヴァル」（Trubia-Naval）とやや似ていた。車体後面の台形のルーバー（「トルビア ナヴァル」のエンジンは「D0530」）や、車体側面の乗降扉や、全体の傾斜装甲など、「トルビア ナヴァル」と「C.C.I. Tipo 1937」には、多くの類似点がある。「トルビア ナヴァル」は16輌が完成し、戦闘で生き残った9輌が反乱軍側に鹵獲された。セスタオのSECNの工廠は反乱軍側に占領され、反乱軍側によって「トルビア ナヴァル」の後継車輌の早急の開発が命じられ、開発されたのが本車である。「トルビア ナヴァル」の方がやや大きく、足回りは全く不整地走行に向いていなかった。
M50戦車（Carro de Combate M50）
1938年に、反乱軍側が共和国派のT-26やBT戦車に対抗するために、C.C.I. Tipo 1937の砲塔と戦闘室を取り払ったシャーシに、ソ連製の20K 45 mm戦車砲（防盾無し）をオープントップ型式で搭載した、戦車とは名ばかりの試作自走砲。乗員は車長、操縦手、砲手の3名。防御力が欠如していたことと、共和国派から鹵獲したT-26の運用が始まっていたため、開発は中止され、砲を取り外されて、砲兵トラクターとして運用された。

## イタリア以外の使用国
オーストリア
1935年から1937年にかけて70輌あまりのC.V.33、C.V.35が輸入された。これらは武装がオーストリア製のシュヴァルツローゼ機銃に換装されていた。
 ブルガリア王国
1935年、14輌のC.V.33が輸入され、訓練用車両として使用された。これらはオーストリア向け車両同様、シュヴァルツローゼ機銃（M1907）1挺を装備していた。
 中華民国
1936年、20輌のC.V.35が輸入され、ヴィッカース 6トン戦車、T-26などとともに陸軍第200師団に配備されて対日戦に投入された。国共内戦でも使用するも中国共産党軍に鹵獲された。
 ハンガリー王国
1938年、150輌（143輌とも）のC.V.35を輸入、35Mアンシャルド豆戦車として採用された。ハンガリーのC.V.35は機銃マウント部が改装され、武装は国産の34/A M 8mm機銃 2挺に変更された。一部の車両は、車長席上にキューポラが設置された。これら車両はスロバキア侵攻、バルカン侵攻で使われたが、次いで投入された東部戦線で大損害を被った。
 ブラジル
1930年代末、約23輌を輸入。C.V.35が主で、若干のC.V.38が混じっていたらしい。
 クロアチア独立国
1941年以降、若干のL3（33-38）を供与され、これらは主にウスタシャ軍によって国内の対パルチザン作戦に使用された。また、そのうちいくつかはパルチザン軍に鹵獲されて使われた。
 ドイツ国
1943年のイタリア降伏、ドイツによる占領当時も、相当数のL3が在籍しており、接収したドイツ軍ではPanzerkampfwagen CV35 731(i)の名称で警察部隊ほかが使用した。火炎放射戦車型にも、Panzerkampfwagen L3/33(Flammenwerfer) 732(i)の外国兵器器材番号が割り当てられている。
 スペイン
スペイン内戦において1936年末以降、L3が反乱軍に供与された。イタリア義勇軍のL3を反乱軍が使用したこともあった。
ほか、アフガニスタン、アルバニアなどが少数を輸入したとされる。また、ギリシャは侵攻したイタリア軍から若干のL3を鹵獲使用した。

大日本帝国陸軍も日中戦争で、中華民国との戦闘で鹵獲したC.V.33を前線後方で使用している。

## 登場作品

### アニメ・漫画
『ガールズ&パンツァー』シリーズ
『ガールズ&パンツァー』
TVアニメ。アンツィオ高校の使用戦車として、通常型のCV33が複数登場。
『ガールズ&パンツァー これが本当のアンツィオ戦です！』
上記TVアニメのOVA。アンツィオ高校の使用戦車としてCV33が複数登場。
『ガールズ&パンツァー リボンの武者』
前述の漫画スピンオフ作。アンツィオ高校の主力戦車として登場する。通常型のCV33とCV35の他に、20mm対戦車ライフル「ゾロターン S-18/1100」(多孔式直方体のマズルブレーキであることからわかる）を備えたcc型も登場。フルオート射撃が可能なので戦闘力は高い。史実のcc型と異なり、車体前方左側の車外に剥き出しで架装されているため、発砲する際は車体左側の車長兼機銃手が車外に上半身を晒す必要がある。しかし主に車高の低さを生かして茂みなどに隠れて待ち伏せるような伏兵的な使われ方がされているので特に問題はないようである。また、8mm重機関銃2挺も装備したままである。
『ガールズ&パンツァー 劇場版』
上記TVアニメの続編映画。アンツィオ高校の使用戦車としてCV33が登場。乗車定員は2名だが、アンチョビ、ペパロニ、カルパッチョの3名が搭乗する。
『ガールズ&パンツァー 最終章』
上記映画の続編OVA。アンツィオ高校の主力として引き続きCV33が登場。また青師団高校の車両としてCV35が登場する。

### ゲーム
『R.U.S.E.』
イタリアの軽戦車として登場。
『War Thunder』
L3ccがイタリア陸軍駆逐戦車ツリーに実装されている。
『トータル・タンク・シミュレーター』
イタリアの初期軽戦車CV L3-33として登場。また、フィアット・アンサルド CV.35としてL3火炎放射戦車、アンカルト LTとしてL3回収車も登場。
『パンツァーフロント Ausf.B』
L3/35の8mm搭載型と対戦車ライフル搭載型が登場。

## 参考資料
- 島田魁、大佐貴美彦「特集 : 第2次大戦のイタリア軍用車両」、「グランド・パワー」1995/8、デルタ出版
- Peter Chamberlain, Chris Ellis, PICTORIAL HISTORY OF TANKS OF THE WORLD 1915-45, Arms and armour press, London 1972
- Peter Chamberlain, Hilary Doyle, 「ENCYCLOPEDIA OF GERMAN TANKS OF WORLD WAR TWO - モデルグラフィックス別冊・ジャーマンタンクス」、大日本絵画、1986
- Bonhard Attila, Sárhidai Gyula, Winkler László:  A Magyar Királyi Honvédség Fegyverzete, Zrínyi Katonai Kiadó, Budapest, 1992., ISBN 963 327 182 7
- Csaba Becze, Magyar Steel, STRATUS, 2006
- 中嶋俊秀「第2次大戦のハンガリー戦車」、『戦車マガジン』戦車マガジン社、1990年6月号
- Kaloyan Matev, Equipment and Armor in the Bulgarian Army - Armored Vehicles 1935 - 1945, Angela, Sofia 2000
- 滕昕雲「抗戰時期國軍 機械化/装甲部隊畫史 1929–1945 中國戰區之部」、老戰友工作室/軍事文粹部、新北市板橋区
- Tanks! Armoured warfare prior to 1946. http://mailer.fsu.edu/~akirk/tanks/